# Marmormetallfly
Marmormetallfly, Cornutiplusia circumflexa, är en fjärilsart som beskrevs av Carl von Linné 1767. Marmormetallfly ingår i släktet Cornutiplusia och familjen nattflyn, Noctuidae.  Arten är ännu inte funnen i Sverige. I Finland är den sällsynt funnen som  migrant i sydöstra delen av landet. En underart finns listad i Catalogue of Life, Cornutiplusia circumflexa clarescens Pinker & Bacallado, 1975.